# Janusz Hooker
Leslie Janusz Hooker (Sídney, 28 de septiembre de 1969) es un deportista australiano que compitió en remo. Participó en los Juegos Olímpicos de Atlanta 1996, obteniendo una medalla de bronce en la prueba de cuatro scull.

## Palmarés internacional
| Juegos Olímpicos | Juegos Olímpicos         | Juegos Olímpicos  | Juegos Olímpicos |
| Año              | Lugar                    | Medalla           | Prueba           |
| ---------------- | ------------------------ | ----------------- | ---------------- |
| 1996             | Atlanta (Estados Unidos) | Medalla de bronce | Cuatro scull     |